# プレジデント・リンカーン (輸送艦)
プレジデント・リンカーン (USS President Lincoln) は、第一次世界大戦時のアメリカ海軍の兵員輸送艦。

## 艦歴
元は1907年に建造されたドイツ、ハンブルク・アメリカラインの汽船President Lincolnであり、1917年にニューヨーク港で接収された。ドイツの船員によりひどく破壊されていたため大規模な修理改装がなされ、1917年7月25日にアメリカ海軍の兵員輸送船として就役した。
プレジデント・リンカーンはニューヨークからフランスへの航海を5度行い、およそ23000名のアメリカ兵をブレストやサン・ナゼールへ運んだ。最初の4回（1917年10月から11月、1917年12月から1918年1月、1918年2月から3月と3月から5月）のときは何事もなかった。
1918年5月10日、プレジデント・リンカーンはニューヨークから5度目であり最後となったヨーロッパへの航海へ出発した。5月28日にブレストに到着して兵員を下ろすと、29日に兵員輸送船Rijndam、Susquehanna、Antigoneとともに駆逐艦の護衛の下でアメリカへの帰路についた。敵潜水艦が活動している危険地帯を通過中であった1918年5月30日夕刻、護衛の駆逐艦が船団から離れた。5月31日9時ごろ、ドイツ潜水艦U-90から発射された魚雷3本がプレジデント・リンカーンに命中。およそ20分後にプレジデント・リンカーンは沈没した。乗艦していた715人中26人が死亡。Edward Isaacs大尉がU-90に収容されて捕虜となった。生存者は夜遅くに駆逐艦ウォリントンとスミスにより救助された。

## 要目
- 排水量：32500英トン
- 全長；619フィート
- 全幅：68フィート2インチ
- 吃水：34フィート
- 速力；14.5ノット
- 乗員：430
- 兵装：6インチ砲4